# Thégra
Thégra ist eine französische Gemeinde mit 488 Einwohnern (Stand: 1. Januar 2022) im Département Lot in der Region Okzitanien. Sie gehört zum Kanton Gramat und zum Arrondissement Gourdon.
Nachbargemeinden sind Miers im Nordwesten, Padirac im Norden, Loubressac im Nordosten, Mayrinhac-Lentour im Osten, Lavergne im Südosten, Gramat im Süden, Rignac im Südwesten und Alvignac im Westen.

## Bevölkerungsentwicklung
| Jahr      | 1962 | 1968 | 1975 | 1982 | 1990 | 1999 | 2008 | 2018 |
| --------- | ---- | ---- | ---- | ---- | ---- | ---- | ---- | ---- |
| Einwohner | 414  | 387  | 387  | 408  | 432  | 416  | 495  | 477  |

## Sehenswürdigkeiten
- Schloss Thégra, Monument historique seit 1960
- Friedhof, Monument historique seit 1923
- romanische Kirche Saint-Barthélemy, Monument historique seit 1923

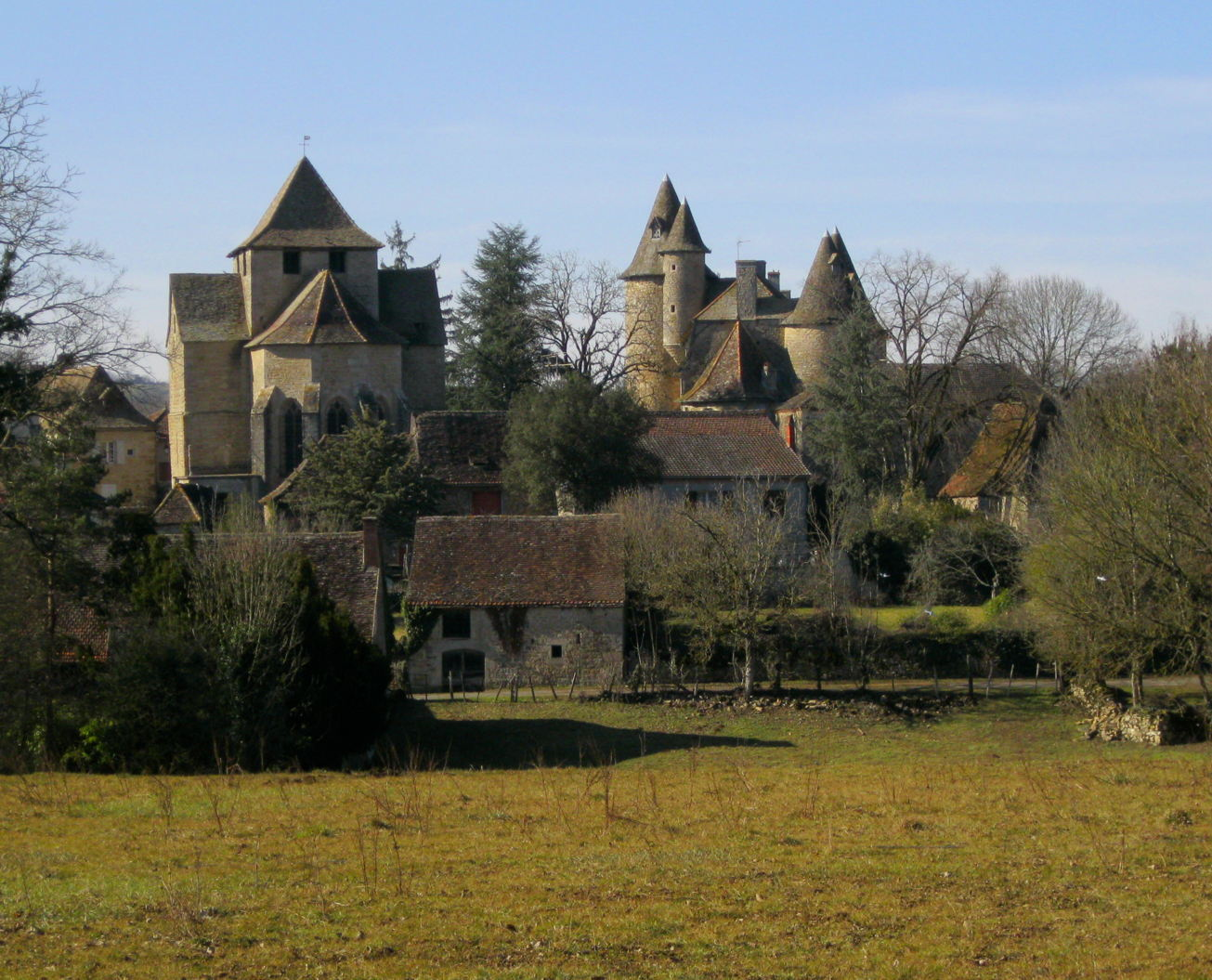
Schloss und Kirche Saint-Barthélemy
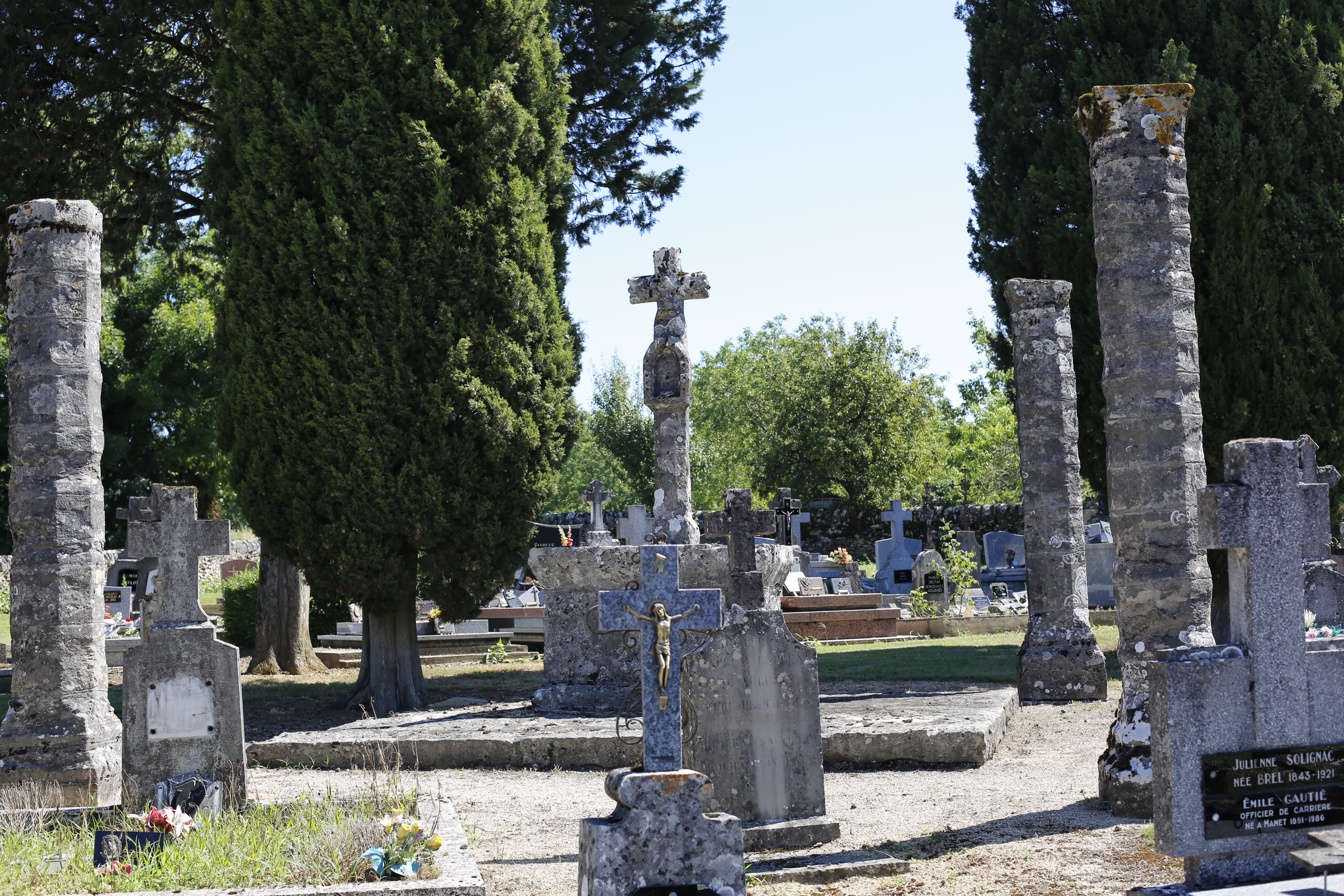
Friedhofskreuz
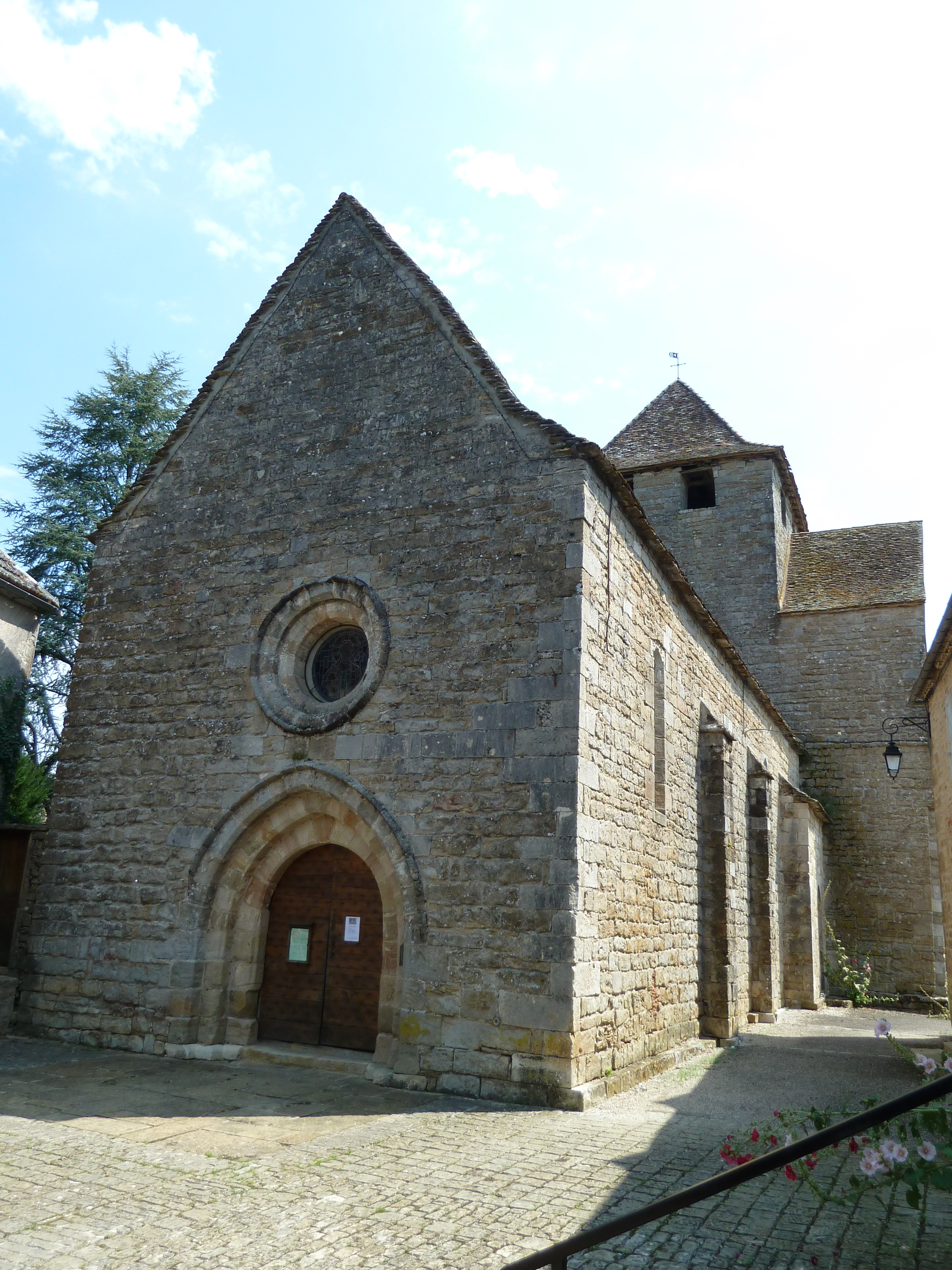
Kirche Saint-Barthélemy
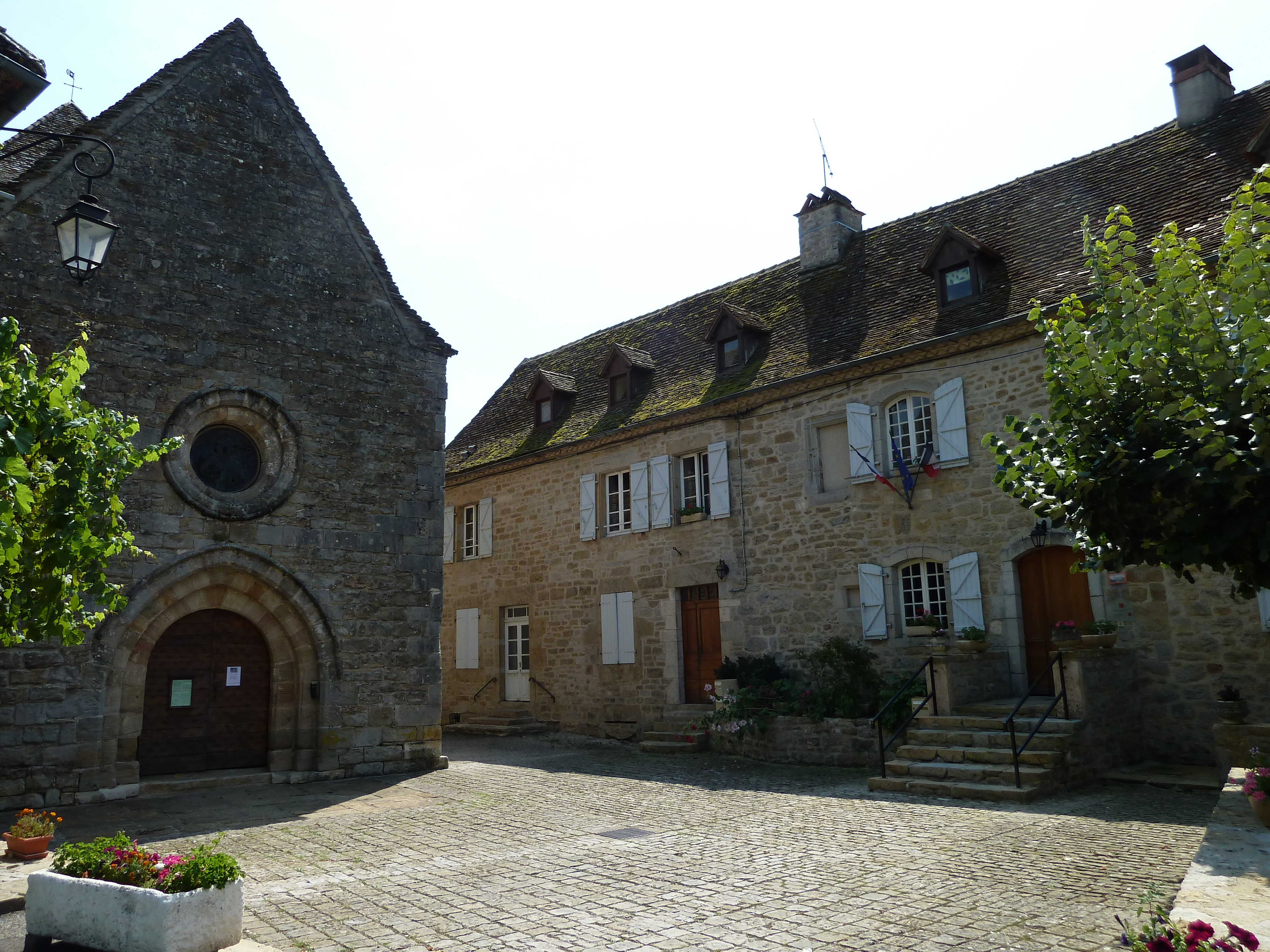
Mairie Thégra